# La Boîte à bulles
 (décembre 2018).
La Boîte à Bulles est une maison d’édition de bandes dessinées qui publie une vingtaine d’ouvrages chaque année. Elle est fondée en 2003 par Vincent Henry, alors journaliste spécialisé BD et désormais éditeur et scénariste. 
Initialement créée pour donner leur chance à de jeunes auteurs débutants, la maison d'édition a depuis développé une ligne éditoriale autour de l’intime, du témoignage, de la (auto)biographie ou du documentaire, avec parfois des pointes d’humour ou de poésie.
Ses publications sont principalement destinées aux ados et adultes.

## Historique
L'éditeur, Vincent Henry a d'abord exercé comme journaliste culturel de bande dessinée pour les périodiques, aujourd'hui disparus : Calliope, La Lettre de Dargaud, Pavillon Rouge,  BDSelection.com et L'Avis des Bulles.
Ayant découvert la version autoéditée de La Table de Vénus de Jose Roosevelt et la version fanzine de L'Immeuble d'en face de Vanyda (80 pages pour cette première version qui en deviendront 168 à la Boîte à Bulles), il propose à ces auteurs de devenir leur éditeur. Tous deux acceptent son offre, malgré son inexpérience. Par la suite, le catalogue se diversifiera mais certains auteurs des débuts continuent à proposer des nouveautés à l'éditeur, tels Nancy Peña, Clément Baloup, Jean-Luc Coudray, Sylvain-Moizie.
Vingt ans plus tard, la maison d’édition produit des "romans graphiques" dans la mouvance de ce que l’on appelle généralement la bande dessinée indépendante et de la "BD du réel".
La maison d'édition est aujourd'hui intégrée au groupe Les Humanoïdes Associés, apportant une offre éditoriale complémentaire au label Humanos porté initialement sur la SF avec la signature emblématique de Moebius.

## Collections
Depuis 2021, les noms de collection ont été simplifiées par l'éditeur :
- Témoignages - Documentaires regroupe des livres autobiographiques, de témoignages, de reportages et de docu-fictions.
- Histoire - biographies propose des romans graphiques inspirées de pages de l'Histoire ou de personnages historiques.
- Fictions abrite des romans graphiques intimistes originaux ou inspirés de romans.
- Humour regroupe des récits à l'humour noir, décalé ou absurde.
- Fantastique - poétique accueille des œuvres où le fantastique vient apporter une touche de poésie aux ouvrages.
- La Malle aux images accueille des ouvrages estampillés jeunesse mais qui présentent un second niveau de lecture pour les plus grands (avec notamment L'Ours Barnabé de Philippe Coudray)
- Les Carnets de La Boîte à bulles est la dernière née des collections. Elle regroupe des carnets de reportage.

## Principales publications
Quelques œuvres qui ont rencontré leur public : 
- Kaboul Disco de Nicolas Wild ;
- L'Immeuble d'en face de Vanyda ;
- Le Chat du kimono de Nancy Peña;
- Sorcières, mes sœurs de Chantal Montellier ;
- Dans la secte de Patrice Guillon alias  et Louis Alloing ;
- Gaza d'un collectif d'auteurs réuni par Maximilien Le Roy ;
- Quitter Saigon de Clément Baloup, Prix du jury œcuménique de la bande dessinée au Festival international de la bande dessinée d'Angoulême 2011[4] ;
- L'Ours Barnabé de Philippe Coudray, Prix des écoles au Festival international de la bande dessinée d'Angoulême 2011[5],[6] ;
- Intrus à l'étrange de Simon Hureau, Fauve Polar au Festival international de la bande dessinée d'Angoulême 2012[7],[8] ;
- Little Joséphine de Valérie Villieu et Raphaël Sarfati, Prix œcuménique au Festival international de la bande dessinée d'Angoulême 2013[9] ;
- Salaam Palestine de Véronique Massenot, Bruno Pilorget et Marc Abel, Grand Prix Michelin au Festival du carnet de voyage de Clermont-Ferrand 2013[10],[11] ;
- Ainsi se tut Zarathoustra de Nicolas Wild, Prix France Info de la bande dessinée d'actualité 2014[12]
- Mémoires d'un ouvrier de Bruno Loth, {{Prix Cezam}}
- Les Péripéties homologuées de Paul et Tom[13] de Jacq, 2021,Prix du roman gay 2023 - catégorie bande dessinée[14].